# Kathleen Ellis
Kathleen Ellis, coneguda com a Kathy Ellis, (Indianapolis, Estats Units 1946) és una nedadora estatunidenca, ja retirada, guanyadora de quatre medalles olímpiques.

## Biografia
Va néixer el 28 de novembre de 1946 a la ciutat d'Indianapolis, població situada a l'estat d'Indiana.

## Carrera esportiva
Especialista en crol i papallona, va participar, als 17 anys, en els Jocs Olímpics d'Estiu de 1964 realitzats a Tòquio (Japó), on va aconseguir guanyar la medalla d'or en els relleus 4x100 metres lliures i 4x100 metres estils, aconseguint sengles rècords del món amb un temps de 4:03.8 minuts i 4:33.9 minuts respectivament; així com la medalla de bronze en les proves dels 100 metres lliures i els 100 metres papallona.